# Patersonia fragilis
Patersonia fragilis là một loài thực vật có hoa trong họ Diên vĩ. Loài này được (Labill.) Asch. & Graebn. miêu tả khoa học đầu tiên năm 1906.